# Dawid Kahane
Dawid Kahane (hebr. ‏דוד כהנא‎; ur. 15 marca 1903 w Grzymałowie, zm. 24 września 1998 w Jerozolimie) – polski rabin, podpułkownik ludowego Wojska Polskiego.

## Życiorys
Pochodził z rodziny rabinów. Odebrał tradycyjne wychowanie religijne. Następnie studiował w Berlinie i Wrocławiu. W latach 1923–1929 – student Uniwersytetu Wiedeńskiego, gdzie uzyskał doktorat z filozofii i w Israelitisch-Theologische Lehranstalt. Działacz syjonistycznej partii Mizrachi we Lwowie. Po powrocie do Polski zamieszkał we Lwowie, był szkolnym nauczycielem religii. Później zajmował stanowisko rabina w Tykocinie, a w latach 1929–1939 w synagodze Ose Tow we Lwowie. Kierował instytutem nauki Tanachu przy Żydowskiej Gminie Wyznaniowej we Lwowie. 
Podczas okupacji niemieckiej powołany w skład lwowskiego rabinatu, działał też w wydziale religijnym Judenratu. 23 kwietnia 1943 uciekł z obozu janowskiego we Lwowie. Przez pewien czas ukrywał się w pałacu arcybiskupim metropolity greckokatolickiego Andrzeja Szeptyckiego, a następnie wraz z Kurtem Lewinem, synem zamordowanego w 1941 rabina Jecheskiela Lewina, w klasztorze studytów we Lwowie. Tłumaczył wówczas m.in. Torę na język ukraiński.
Po wkroczeniu Armii Czerwonej do Lwowa w lipcu 1944 kierował biblioteką żydowską. Od 1944 oficer Ludowego Wojska Polskiego, od 1945 naczelny rabin Ludowego Wojska Polskiego w stopniu majora, a od 1946 podpułkownika. Przewodniczący Naczelnej Rady Rabinów (złożona z trzech rabinów i działająca do 1949 roku). Po likwidacji rabinatu polowego Wojska Polskiego, w 1949 roku wyemigrował wraz z rodziną do Izraela, gdzie objął stanowisko naczelnego rabina Sił Powietrznych. W latach 1967–1975 był naczelnym rabinem Argentyny. W 1975 powrócił do Izraela, zamieszkał w Tel Awiwie. Autor książek i pamiętników wydanych w języku hebrajskim: Joman geto Lwow (hebr., Dziennik z getta lwowskiego (1978); wyd. ang. Lvov Ghetto Diary, 1990); Achre(j) ha-mabul (hebr., Po potopie [1945–1950], 1968) – wspomnienia z lat powojennych w Polsce.